# Leonard Sax
Leonard Sax (* 1960 in Reno, Nevada) ist ein US-amerikanischer Kinderarzt, Entwicklungspsychologe und Autor.

## Leben
Als jüngster von drei Söhnen eines Rechtsanwalts und dessen Ehefrau, die Pädiatrie an der Case Western Reserve University lehrte, wuchs Sax in Shaker Heights auf, einer Vorstadt von Cleveland, Ohio. Im Herbst 1977 begann er am Massachusetts Institute of Technology Biologie zu studieren. Dort wurde er Mitglied von Phi Beta Kappa und schloss seinen Studiengang im Januar 1980 als Bachelor ab. Anschließend studierte er an der University of Pennsylvania Neurowissenschaften und beendete im Jahr 1986 als Doktor im Fach Psychologie seine akademische Ausbildung. Dabei erwarb er auch einen Abschluss in Medizin.
Mit seiner Ehefrau Katie Kautz eröffnete er im März 1990 eine Familienpraxis in Poolesville, Maryland. Durch seine Abhandlung Reclaiming Kindergarten: Making Kindergarten Less Harmful to Boys, in der er 2001 geschrieben hatte, dass die langsamere körperliche und geistige Entwicklung von Jungen nicht mit gängigen Bemühungen vereinbar sei, ihnen so früh wie möglich das Lesen beizubringen, wurde er einem größeren Publikum bekannt, erst in kanadischen Medien, dann in der New York Times. Bald darauf gründete er die National Association for Single Sex Public Education, eine Organisation, die sich für die Monoedukation einsetzt. In einer Reihe von weiteren Veröffentlichungen äußerte er sich zu verschiedenen Fragen der Erziehung von Jungen und Mädchen. Einige seiner Schriften wurden Bestseller.
Beachtung fand außerdem seine 2019 veröffentlichte Studie, worin er die Frage einer jüdischen Abstammung von Adolf Hitler beleuchtet hatte.

## Veröffentlichungen (Auswahl)
- Reclaiming Kindergarten: Making Kindergarten Less Harmful to Boys. In: Psychology of Men & Masculinity, 2 (1) Januar 2001, S. 3–12 (Zusammenfassung (Englisch)).
- Why Gender Matters. What Parents and Teachers Need to Know About the Emerging Science of Sex Difference. Harmony, 2006, ISBN 978-0-7679-1625-7.
- Boys Adrift. The Five Factors Driving the Growing Epidemic of Unmotivated Boys and Underarchieving Young Men. Erstauflage 2007, 2. Auflage, Basic Books, 2009, ISBN 978-0-465-07210-1.
- Jungs im Abseits. 5 Gründe, warum unsere Söhne immer antriebsloser werden. Kösel, München 2009, ISBN 978-3-466-30822-4.
- Girls on the Edge: The Four Factors Driving the New Crisis for Girls – Sexual Identity, the Cyberbubble, Obsessions, Environmental Toxins. Basic Books, 2011, ISBN 978-0-465-02206-9.
- The Collapse of Parenting. How We Hurt Our Kids When We Treat Them Like Grown-Ups. Basic Books, 2015, ISBN 978-0-465-07384-9.
- Aus den Gemeinden von Burgenland: Revisiting the question of Adolf Hitler’s paternal grandfather. In: Journal of European Studies, Band 49, Heft 2, Juni 2019 (Zusammenfassung (Englisch)).